# تشیتیتسه
تشیتیتسه (به چکی: Čejetice) یک منطقهٔ مسکونی در جمهوری چک است که در ناحیه ستراکونیتسه واقع شده‌است. تشیتیتسه ۲۱٫۰۵ کیلومتر مربع مساحت و ۸۵۲ نفر جمعیت دارد و ۳۷۷ متر بالاتر از سطح دریا واقع شده‌است.